# Groupe G des éliminatoires du Championnat d'Europe de football 2016
Navigation
Groupe F Groupe H
Cet article donne le calendrier, les résultats des matches ainsi que le classement du groupe G des éliminatoires de l'Euro 2016.

## Classement
| Rang | Équipe        | Pts | J  | G | N | P | Bp | Bc | Diff |  | Résultats (▼ dom., ► ext.) |     |     |     |     |     |     |
| ---- | ------------- | --- | -- | - | - | - | -- | -- | ---- |  | -------------------------- | --- | --- | --- | --- | --- | --- |
| 1    | Autriche      | 28  | 10 | 9 | 1 | 0 | 22 | 5  | +17  |  | Autriche                   |     | 1-0 | 1-1 | 1-0 | 3-0 | 1-0 |
| 2    | Russie        | 20  | 10 | 6 | 2 | 2 | 21 | 5  | +16  |  | Russie                     | 0-1 |     | 1-0 | 2-0 | 4-0 | 1-1 |
| 3    | Suède         | 18  | 10 | 5 | 3 | 2 | 15 | 9  | +6   |  | Suède                      | 1-4 | 1-1 |     | 3-1 | 2-0 | 2-0 |
| 4    | Monténégro    | 11  | 10 | 3 | 2 | 5 | 10 | 13 | -3   |  | Monténégro                 | 2-3 | 0-3 | 1-1 |     | 2-0 | 2-0 |
| 5    | Liechtenstein | 5   | 10 | 1 | 2 | 7 | 2  | 26 | -24  |  | Liechtenstein              | 0-5 | 0-7 | 0-2 | 0-0 |     | 1-1 |
| 6    | Moldavie      | 2   | 10 | 0 | 2 | 8 | 4  | 16 | -12  |  | Moldavie                   | 1-2 | 1-2 | 0-2 | 0-2 | 0-1 |     |

- La Moldavie et le Liechtenstein sont éliminés à la suite de leur défaite (0-2) et (0-7) face au Monténégro et à la Russie, le 8 septembre 2015.
- L'Autriche se qualifie pour l'Euro 2016 de football à la suite de sa victoire (1-4) en Suède, le 8 septembre 2015.
- Le Monténégro est éliminé depuis le 9 octobre 2015 à la suite de sa défaite (2-3) face à l'Autriche conjuguée aux victoires (1-2) et (2-0) de la Russie et de la Suède en Moldavie et face au Liechtenstein, leur adversaire assure de terminer premier du groupe.
- La Suède termine troisième du groupe et joue les barrages à la suite de sa victoire (2-0) face à la Moldavie, le 12 octobre 2015.
- La Russie termine deuxième du groupe et se qualifie pour l'Euro 2016 de football à la suite de sa victoire (2-0) face au Monténégro, le 12 octobre 2015.

## Résultats et calendrier
| 1re journée                | Russie                                                                       | 4 – 0   | Liechtenstein | Arena Khimki, Khimki                                  |                                                       |
| 8 septembre 2014 20h45 HEC | M. Büchel 4e (csc) · Burgmeier 50e (csc) · Kombarov 54e (pen.) · Dziouba 65e | (1 – 0) |               | Spectateurs : 11 236 Arbitrage : Sébastien Delferière | Spectateurs : 11 236 Arbitrage : Sébastien Delferière |
| 8 septembre 2014 20h45 HEC | Rapport                                                                      |         |               | Spectateurs : 11 236 Arbitrage : Sébastien Delferière | Spectateurs : 11 236 Arbitrage : Sébastien Delferière |

|           | Autriche        | 1 – 1   | Suède      | Ernst-Happel-Stadion, Vienne                    |                                                 |
| 20h45 HEC | Alaba 7e (pen.) | (1 – 1) | 12e Zengin | Spectateurs : 48 500 Arbitrage : Pavel Královec | Spectateurs : 48 500 Arbitrage : Pavel Královec |
| 20h45 HEC | Rapport         |         |            | Spectateurs : 48 500 Arbitrage : Pavel Královec | Spectateurs : 48 500 Arbitrage : Pavel Královec |

|           | Monténégro                    | 2 – 0   | Moldavie | Podgorica City Stadium, Podgorica                |                                                  |
| 20h45 HEC | Vučinić 45+2e · Tomašević 73e | (1 – 0) |          | Spectateurs : 8 759 Arbitrage : Aleksei Kulbakov | Spectateurs : 8 759 Arbitrage : Aleksei Kulbakov |
| 20h45 HEC | Rapport                       |         |          | Spectateurs : 8 759 Arbitrage : Aleksei Kulbakov | Spectateurs : 8 759 Arbitrage : Aleksei Kulbakov |

| 2e journée               | Liechtenstein | 0 – 0   | Monténégro | Rheinpark Stadion, Vaduz                  |                                           |
| 9 octobre 2014 20h45 HEC |               | (0 - 0) |            | Spectateurs : 2 790 Arbitrage : Lee Evans | Spectateurs : 2 790 Arbitrage : Lee Evans |
| 9 octobre 2014 20h45 HEC | Rapport       |         |            | Spectateurs : 2 790 Arbitrage : Lee Evans | Spectateurs : 2 790 Arbitrage : Lee Evans |

|           | Moldavie         | 1 – 2   | Autriche                     | Stade Zimbru, Chișinău                          |                                                 |
| 20h45 HEC | Dedov 27e (pen.) | (1 - 1) | 12e (pen.) Alaba · 51e Janko | Spectateurs : 9 381 Arbitrage : Manuel De Sousa | Spectateurs : 9 381 Arbitrage : Manuel De Sousa |
| 20h45 HEC | Rapport          |         |                              | Spectateurs : 9 381 Arbitrage : Manuel De Sousa | Spectateurs : 9 381 Arbitrage : Manuel De Sousa |

|           | Suède        | 1 – 1   | Russie       | Friends Arena, Solna                            |                                                 |
| 20h45 HEC | Toivonen 49e | (0 - 1) | 10e Kokorine | Spectateurs : 49 023 Arbitrage : Nicola Rizzoli | Spectateurs : 49 023 Arbitrage : Nicola Rizzoli |
| 20h45 HEC | Rapport      |         |              | Spectateurs : 49 023 Arbitrage : Nicola Rizzoli | Spectateurs : 49 023 Arbitrage : Nicola Rizzoli |

| 3e journée                | Autriche   | 1 – 0   | Monténégro | Ernst-Happel-Stadion, Vienne                 |                                              |
| 12 octobre 2014 18h00 HEC | Okotie 24e | (1 - 0) |            | Spectateurs : 44 200 Arbitrage : Bas Nijhuis | Spectateurs : 44 200 Arbitrage : Bas Nijhuis |
| 12 octobre 2014 18h00 HEC | Rapport    |         |            | Spectateurs : 44 200 Arbitrage : Bas Nijhuis | Spectateurs : 44 200 Arbitrage : Bas Nijhuis |

|           | Russie             | 1 – 1   | Moldavie     | Otkrytie Arena, Moscou                              |                                                     |
| 18h00 HEC | Dziouba 73e (pen.) | (0 - 0) | 74e Epureanu | Spectateurs : 30 017 Arbitrage : Kristinn Jakobsson | Spectateurs : 30 017 Arbitrage : Kristinn Jakobsson |
| 18h00 HEC | Rapport            |         |              | Spectateurs : 30 017 Arbitrage : Kristinn Jakobsson | Spectateurs : 30 017 Arbitrage : Kristinn Jakobsson |

|           | Suède                   | 2 – 0   | Liechtenstein | Friends Arena, Solna                               |                                                    |
| 20h45 HEC | Zengin 34e · Durmaz 46e | (1 - 0) |               | Spectateurs : 22 528 Arbitrage : Gediminas Mažeika | Spectateurs : 22 528 Arbitrage : Gediminas Mažeika |
| 20h45 HEC | Rapport                 |         |               | Spectateurs : 22 528 Arbitrage : Gediminas Mažeika | Spectateurs : 22 528 Arbitrage : Gediminas Mažeika |

| 4e journée                 | Autriche   | 1 – 0   | Russie | Ernst-Happel-Stadion, Vienne                     |                                                  |
| 15 novembre 2014 18h00 HEC | Okotie 73e | (0 - 0) |        | Spectateurs : 47 500 Arbitrage : Martin Atkinson | Spectateurs : 47 500 Arbitrage : Martin Atkinson |
| 15 novembre 2014 18h00 HEC | Rapport    |         |        | Spectateurs : 47 500 Arbitrage : Martin Atkinson | Spectateurs : 47 500 Arbitrage : Martin Atkinson |

|           | Moldavie | 0 – 1   | Liechtenstein | Stade Zimbru, Chișinău                             |                                                    |
| 18h00 HEC |          | (0 - 0) | 74e Burgmeier | Spectateurs : 6 843 Arbitrage : Mattias Gestranius | Spectateurs : 6 843 Arbitrage : Mattias Gestranius |
| 18h00 HEC | Rapport  |         |               | Spectateurs : 6 843 Arbitrage : Mattias Gestranius | Spectateurs : 6 843 Arbitrage : Mattias Gestranius |

|           | Monténégro         | 1 – 1   | Suède          | Podgorica City Stadium, Podgorica               |                                                 |
| 20h45 HEC | Jovetić 80e (pen.) | (0 - 1) | 9e Ibrahimović | Spectateurs : 10 538 Arbitrage : William Collum | Spectateurs : 10 538 Arbitrage : William Collum |
| 20h45 HEC | Rapport            |         |                | Spectateurs : 10 538 Arbitrage : William Collum | Spectateurs : 10 538 Arbitrage : William Collum |

| 5e journée             | Liechtenstein | 0 – 5   | Autriche                                                              | Rheinpark Stadion, Vaduz                     |                                              |
| 27 mars 2015 20h45 HEC |               | (0 - 2) | 14e Harnik · 16e Janko · 59e Alaba · 74e Junuzovic · 90+3e Arnautovic | Spectateurs : 5 864 Arbitrage : Felix Zwayer | Spectateurs : 5 864 Arbitrage : Felix Zwayer |
| 27 mars 2015 20h45 HEC | Rapport       |         |                                                                       | Spectateurs : 5 864 Arbitrage : Felix Zwayer | Spectateurs : 5 864 Arbitrage : Felix Zwayer |

|           | Moldavie | 0 – 2   | Suède                      | Stade Zimbru, Chișinău                      |                                             |
| 20h45 HEC |          | (0 - 0) | 46e 84e (pen.) Ibrahimović | Spectateurs : 10 375 Arbitrage : Ivan Bebek | Spectateurs : 10 375 Arbitrage : Ivan Bebek |
| 20h45 HEC | Rapport  |         |                            | Spectateurs : 10 375 Arbitrage : Ivan Bebek | Spectateurs : 10 375 Arbitrage : Ivan Bebek |

|           | Monténégro | 0 - 3 (tapis vert) | Russie | Podgorica City Stadium, Podgorica |                           |
| 20h45 HEC |            |                    |        | Arbitrage : Deniz Aytekin         | Arbitrage : Deniz Aytekin |
| 20h45 HEC | Rapport    |                    |        | Arbitrage : Deniz Aytekin         | Arbitrage : Deniz Aytekin |

| 6e journée             | Liechtenstein | 1 – 1   | Moldavie   | Rheinpark Stadion, Vaduz                      |                                               |
| 14 juin 2015 18h00 HEC | Wieser 21e    | (1 - 1) | 44e Boghiu | Spectateurs : 2 080 Arbitrage : Libor Kovařik | Spectateurs : 2 080 Arbitrage : Libor Kovařik |
| 14 juin 2015 18h00 HEC | Rapport       |         |            | Spectateurs : 2 080 Arbitrage : Libor Kovařik | Spectateurs : 2 080 Arbitrage : Libor Kovařik |

|           | Russie  | 0 – 1   | Autriche  | Otkrytie Arena, Moscou                         |                                                |
| 18h00 HEC |         | (0 - 1) | 33e Janko | Spectateurs : 33 750 Arbitrage : Milorad Mažić | Spectateurs : 33 750 Arbitrage : Milorad Mažić |
| 18h00 HEC | Rapport |         |           | Spectateurs : 33 750 Arbitrage : Milorad Mažić | Spectateurs : 33 750 Arbitrage : Milorad Mažić |

|           | Suède                          | 3 – 1   | Monténégro            | Friends Arena, Solna                           |                                                |
| 20h45 HEC | Berg 38e · Ibrahimović 40e 44e | (3 - 0) | 64e (pen.) Damjanovic | Spectateurs : 32 224 Arbitrage : Hüseyin Göçek | Spectateurs : 32 224 Arbitrage : Hüseyin Göçek |
| 20h45 HEC | Rapport                        |         |                       | Spectateurs : 32 224 Arbitrage : Hüseyin Göçek | Spectateurs : 32 224 Arbitrage : Hüseyin Göçek |

| 7e journée                 | Russie      | 1 – 0   | Suède | Otkrytie Arena, Moscou                            |                                                   |
| 5 septembre 2015 18h00 HEC | Dziouba 38e | (1 - 0) |       | Spectateurs : 43 768 Arbitrage : Mark Clattenburg | Spectateurs : 43 768 Arbitrage : Mark Clattenburg |
| 5 septembre 2015 18h00 HEC | Rapport     |         |       | Spectateurs : 43 768 Arbitrage : Mark Clattenburg | Spectateurs : 43 768 Arbitrage : Mark Clattenburg |

|           | Autriche      | 1 – 0   | Moldavie | Ernst-Happel-Stadion, Vienne                        |                                                     |
| 20h45 HEC | Junuzović 52e | (0 - 0) |          | Spectateurs : 48 500 Arbitrage : Aleksandar Stavrev | Spectateurs : 48 500 Arbitrage : Aleksandar Stavrev |
| 20h45 HEC | Rapport       |         |          | Spectateurs : 48 500 Arbitrage : Aleksandar Stavrev | Spectateurs : 48 500 Arbitrage : Aleksandar Stavrev |

|           | Monténégro                | 2 – 0   | Liechtenstein | Podgorica City Stadium, Podgorica          |                                            |
| 20h45 HEC | Bećiraj 38e · Jovetić 56e | (1 - 0) |               | Spectateurs : 0 Arbitrage : Javier Estrada | Spectateurs : 0 Arbitrage : Javier Estrada |
| 20h45 HEC | Rapport                   |         |               | Spectateurs : 0 Arbitrage : Javier Estrada | Spectateurs : 0 Arbitrage : Javier Estrada |

| 8e journée                 | Liechtenstein | 0 – 7   | Russie                                                                    | Rheinpark Stadion, Vaduz                     |                                              |
| 8 septembre 2015 20h45 HEC |               | (0 - 3) | 21e 45e 73e 90e Dziouba · 40e (pen.) Kokorine · 77e Smolov · 85e Dzagoïev | Spectateurs : 2 874 Arbitrage : Bobby Madden | Spectateurs : 2 874 Arbitrage : Bobby Madden |
| 8 septembre 2015 20h45 HEC | Rapport       |         |                                                                           | Spectateurs : 2 874 Arbitrage : Bobby Madden | Spectateurs : 2 874 Arbitrage : Bobby Madden |

|           | Moldavie | 0 – 2   | Monténégro             | Stade Zimbru, Chișinău                               |                                                      |
| 20h45 HEC |          | (0 - 1) | 9e Savić · 65e Bećiraj | Spectateurs : 6 243 Arbitrage : Sébastien Delferiere | Spectateurs : 6 243 Arbitrage : Sébastien Delferiere |
| 20h45 HEC | Rapport  |         |                        | Spectateurs : 6 243 Arbitrage : Sébastien Delferiere | Spectateurs : 6 243 Arbitrage : Sébastien Delferiere |

|           | Suède             | 1 – 4   | Autriche                                     | Friends Arena, Solna                                     |                                                          |
| 20h45 HEC | Ibrahimović 90+1e | (0 - 2) | 9e (pen.) Alaba · 38e 88e Harnik · 77e Janko | Spectateurs : 48 355 Arbitrage : Carlos Velasco Carballo | Spectateurs : 48 355 Arbitrage : Carlos Velasco Carballo |
| 20h45 HEC | Rapport           |         |                                              | Spectateurs : 48 355 Arbitrage : Carlos Velasco Carballo | Spectateurs : 48 355 Arbitrage : Carlos Velasco Carballo |

| 9e journée               | Liechtenstein | 0 – 2   | Suède                      | Rheinpark Stadion, Vaduz |                         |
| 9 octobre 2015 20h45 HEC |               | (0 - 1) | 18e Berg · 55e Ibrahimović | Arbitrage : Liran Liany  | Arbitrage : Liran Liany |
| 9 octobre 2015 20h45 HEC | Rapport       |         |                            | Arbitrage : Liran Liany  | Arbitrage : Liran Liany |

|           | Moldavie     | 1 – 2   | Russie                         | Stade Zimbru, Chișinău           |                                  |
| 20h45 HEC | Cebotaru 85e | (0 - 0) | 58e Ignachevitch · 78e Dziouba | Arbitrage : Michális Koukoulákis | Arbitrage : Michális Koukoulákis |
| 20h45 HEC | Rapport      |         |                                | Arbitrage : Michális Koukoulákis | Arbitrage : Michális Koukoulákis |

|           | Monténégro                | 2 – 3   | Autriche                                    | Podgorica City Stadium, Podgorica |                            |
| 20h45 HEC | Vučinić 32e · Bećiraj 68e | (1 - 0) | 55e Janko · 81e Arnautovic · 90+2e Sabitzer | Arbitrage : Daniele Orsato        | Arbitrage : Daniele Orsato |
| 20h45 HEC | Rapport                   |         |                                             | Arbitrage : Daniele Orsato        | Arbitrage : Daniele Orsato |

| 10e journée               | Autriche                       | 3 – 0   | Liechtenstein | Ernst-Happel-Stadion, Vienne |                              |
| 12 octobre 2015 18h00 HEC | Arnautović 12e · Janko 54e 57e | (1 - 0) |               | Arbitrage : Miroslav Zelinka | Arbitrage : Miroslav Zelinka |
| 12 octobre 2015 18h00 HEC | Rapport                        |         |               | Arbitrage : Miroslav Zelinka | Arbitrage : Miroslav Zelinka |

|           | Russie                             | 2 – 0   | Monténégro | Otkrytie Arena, Moscou        |                               |
| 18h00 HEC | Kouzmine 33e · Kokorine 37e (pen.) | (2 - 0) |            | Arbitrage : Svein Oddvar Moen | Arbitrage : Svein Oddvar Moen |
| 18h00 HEC | Rapport                            |         |            | Arbitrage : Svein Oddvar Moen | Arbitrage : Svein Oddvar Moen |

|           | Suède                              | 2 – 0   | Moldavie | Friends Arena, Solna   |                        |
| 18h00 HEC | Ibrahimović 23e · Erkan Zengin 47e | (1 - 0) |          | Arbitrage : Luca Banti | Arbitrage : Luca Banti |
| 18h00 HEC | Rapport                            |         |          | Arbitrage : Luca Banti | Arbitrage : Luca Banti |

## Buteurs
| Pos | Joueur             | Pays          | Buts |
| --- | ------------------ | ------------- | ---- |
| 1   | Zlatan Ibrahimović | Suède         | 8    |
| 2   | Artiom Dziouba     | Russie        | 7    |
| 3   | David Alaba        | Autriche      | 4    |
| 3   | Marc Janko         | Autriche      | 4    |
| 5   | Martin Harnik      | Autriche      | 3    |
| 6   | Zlatko Junuzović   | Autriche      | 2    |
| 6   | Rubin Okotie       | Autriche      | 2    |
| 6   | Fatos Bećiraj      | Monténégro    | 2    |
| 6   | Stevan Jovetić     | Monténégro    | 2    |
| 6   | Alexandre Kokorine | Russie        | 2    |
| 6   | Erkan Zengin       | Suède         | 2    |
| 12  | Marko Arnautović   | Autriche      | 1    |
| 12  | Franz Burgmeier    | Liechtenstein | 1    |
| 12  | Sandro Wieser      | Liechtenstein | 1    |
| 12  | Gheorghe Boghiu    | Moldavie      | 1    |
| 12  | Alexandru Dedov    | Moldavie      | 1    |
| 12  | Alexandru Epureanu | Moldavie      | 1    |
| 12  | Dejan Damjanović   | Monténégro    | 1    |
| 12  | Mirko Vučinić      | Monténégro    | 1    |
| 12  | Stefan Savić       | Monténégro    | 1    |
| 12  | Žarko Tomašević    | Monténégro    | 1    |
| 12  | Alan Dzagoïev      | Russie        | 1    |
| 12  | Dmitri Kombarov    | Russie        | 1    |
| 12  | Fiodor Smolov      | Russie        | 1    |
| 12  | Marcus Berg        | Suède         | 1    |
| 12  | Jimmy Durmaz       | Suède         | 1    |
| 12  | Ola Toivonen       | Suède         | 1    |

### Buts contre son camp
| Joueur          | Pays                        | Buts csc |
| --------------- | --------------------------- | -------- |
| Martin Büchel   | Liechtenstein (pour Russie) | 1        |
| Franz Burgmeier | Liechtenstein (pour Russie) | 1        |